# Hassi Fedoul
Hassi Fedoul (em árabe: حاسى فدول) é uma cidade e comuna localizada na província de Djelfa, Argélia. De acordo com o censo de 2008, a população total da cidade era de 13 171 habitantes.